# Ericus Bartolli
Ericus Bartolli, död 1550 i Ekebyborna socken, var en svensk präst i Ekebyborna församling.

## Biografi
Ericus Bartolli var son till frälsemannen Matts Kyrning. Han var från början dominikanermunk i Skänninge. När reformationen kom till Sverige så gick han över till Lutherdomen. Bartolli blev 1527 kyrkoherde i Ekebyborna församling, Ekebyborna pastorat. Han avled 1550 i Ekebyborna socken.

### Familj
Bartolli gifte med en kvinna. De fick tillsammans barnen Jonas Erici och en dotter som gifte sig med kyrkoherden Petrus Olavi i Ekebyborna socken.